# 예루살렘 공방전 (기원전 597년)
예루살렘 공방전(597 BC)은 신바빌로니아 제국의 왕 네부카드네자르 2세가 당시 유다 왕국의 수도였던 예루살렘을 포위한 군사 작전이다. 도시가 항복하면서, 유다의 왕 여고니아가 바빌로니아로 끌려가고, 바빌로니아가 임명한 그의 숙부 시드키야가 대신하여 왕이 되었다. 이 공방전은 히브리어 성경(2 Kings 24:10–16)과 바빌로니아 네부카드네자르 연대기에 기록되었다.
BC 601년, 네부카드네자르는 이집트를 점령하려 했으나 실패했고, 큰 손실로 격퇴를 당했다. 유다의 왕 여호야킴은 예언자 예레미야의 강력한 항의에도 불구하고, 친이집트적인 입장을 취하여 바빌로니아 통치에 대항하여 반란을 일으킬 기회를 잡았다. 여호야킴은 불명확한 이유로 죽었고, 그의 어린 아들 여고니아가 뒤를 이었다.
바빌로니아인들은 예루살렘을 포위했고, BC 597년 3월 예루살렘은 항복했다. 여고니아와 그의 궁중과 다른 유명한 시민들과 장인들은 바빌로니아에 포로로 끌려갔다. 이 사건은 바빌론 유수와 유대인 디아스포라의 시작으로 여겨진다. 여고니아의 숙부 시드기야가 유다의 봉신왕으로 임용되었다.
10년 후, 시드기야는 바빌로니아인들을 상대로 네부카드네자르에게 무참히 짓밟히게 되는 또 다른 반란을 일으켰다. 기원전 587년, 예루살렘에 대한 2차 공성전은 도시와 제1성전의 파괴와 유다 왕국을 멸망을 가져왔다.

## 연대 추정
1956년 도널드 와이즈먼에 의해 출판된 바빌로니아 연대기는 네부카드네자르는 BC 597년 3월 16일에 처음으로 예루살렘을 정복했다고 주장한다. 와이즈먼의 출판 전에, 에드윈 R. 틸레는 성경 본문으로부터 네부카드네자르의 첫 예루살렘의 함락된 것이 기원전 597년 봄이라고 판단했지만, 윌리엄 F. 올브라이트를 포함한 다른 학자들은 더 자주 BC 598년에 사건 연대를 추정했다.